# 布薩扎峰
46°13′27″N 10°36′39″E / 46.22409°N 10.61096°E
布薩扎峰（義大利語：Cima Busazza），是意大利的山峰，位於該國北部，由特倫蒂諾-上阿迪傑大區負責管轄，屬於阿達梅洛-普雷薩內拉阿爾卑斯山脈的一部分，海拔高度3,326米，每年平均降雨量1,357毫米。